# Guadalupe Jagualá
Guadalupe Jagualá är en ort i Mexiko.   Den ligger i kommunen Sitalá och delstaten Chiapas, i den sydöstra delen av landet, 800 km öster om huvudstaden Mexico City. Guadalupe Jagualá ligger 1 093 meter över havet och antalet invånare är 150.
Terrängen runt Guadalupe Jagualá är lite bergig. Runt Guadalupe Jagualá är det ganska tätbefolkat, med 54 invånare per kvadratkilometer. Närmaste större samhälle är Yajalón, 11,4 km norr om Guadalupe Jagualá. I omgivningarna runt Guadalupe Jagualá växer i huvudsak städsegrön lövskog.